# Ventouse
Ventouse település Franciaországban, Charente megyében. Lakosainak száma 121 fő (2022. január 1.). Ventouse Beaulieu-sur-Sonnette, Cellefrouin, Couture, Saint-Front, Saint-Sulpice-de-Ruffec és Valence községekkel határos.

## Népesség
A település népessége az elmúlt években az alábbi módon változott:
| Lakosok száma | 166  | 136  | 113  | 122  | 126  | 131  | 126  | 125  | 123  | 121  |
|               | 1968 | 1982 | 1999 | 2006 | 2011 | 2015 | 2017 | 2018 | 2020 | 2022 |